# Enicospilus opheltes
Enicospilus opheltes là một loài tò vò trong họ Ichneumonidae.